# Tercera División Grupo 7
De Tercera División RFEF Grupo 7 is een van de regionale divisies van de Tercera División RFEF, de vijfde  voetbaldivisie van Spanje. Het is de eerste Madrileense divisie en de Tercera División Grupo 7 bevindt zich in dat opzicht onder de Segunda División RFEF en boven de Categoría Preferente de Aficionados de la Comunidad de Madrid Grupo 1 en Grupo 2. 

## Opzet
Er zijn 20 clubs die in een competitie tegen elkaar uitkomen. De kampioen promoveert automatisch en de nummers 2 t/m 5 spelen play-offs om één plaats in de Segunda División RFEF. De nummers 18, 19, en 20 dalen af naar de Preferente.
RSD Alcalá ·
Alcobendas ·
AD Alcorcón B ·
Real Aranjuaz CF ·
Atlético de Pinto · 
RCD Carabanchel ·
AD Complutense Alcalá ·
CD El Álamo ·
Flat Earth FC ·
CD Leganés B ·
ED Moratalaz ·
Móstoles CF ·
CD Móstoles URJC · 
AD Parla ·
Pozuelo ·
Rayo Vallecano B ·
San Fernando · 
DAV Santa Ana ·
AD Torrejón CF ·
CF Trival Valderas ·
AD Unión Adarve ·
FC Villanueva del Pardillo ·
SAD Villaverde San Andrés